# 달 거주지

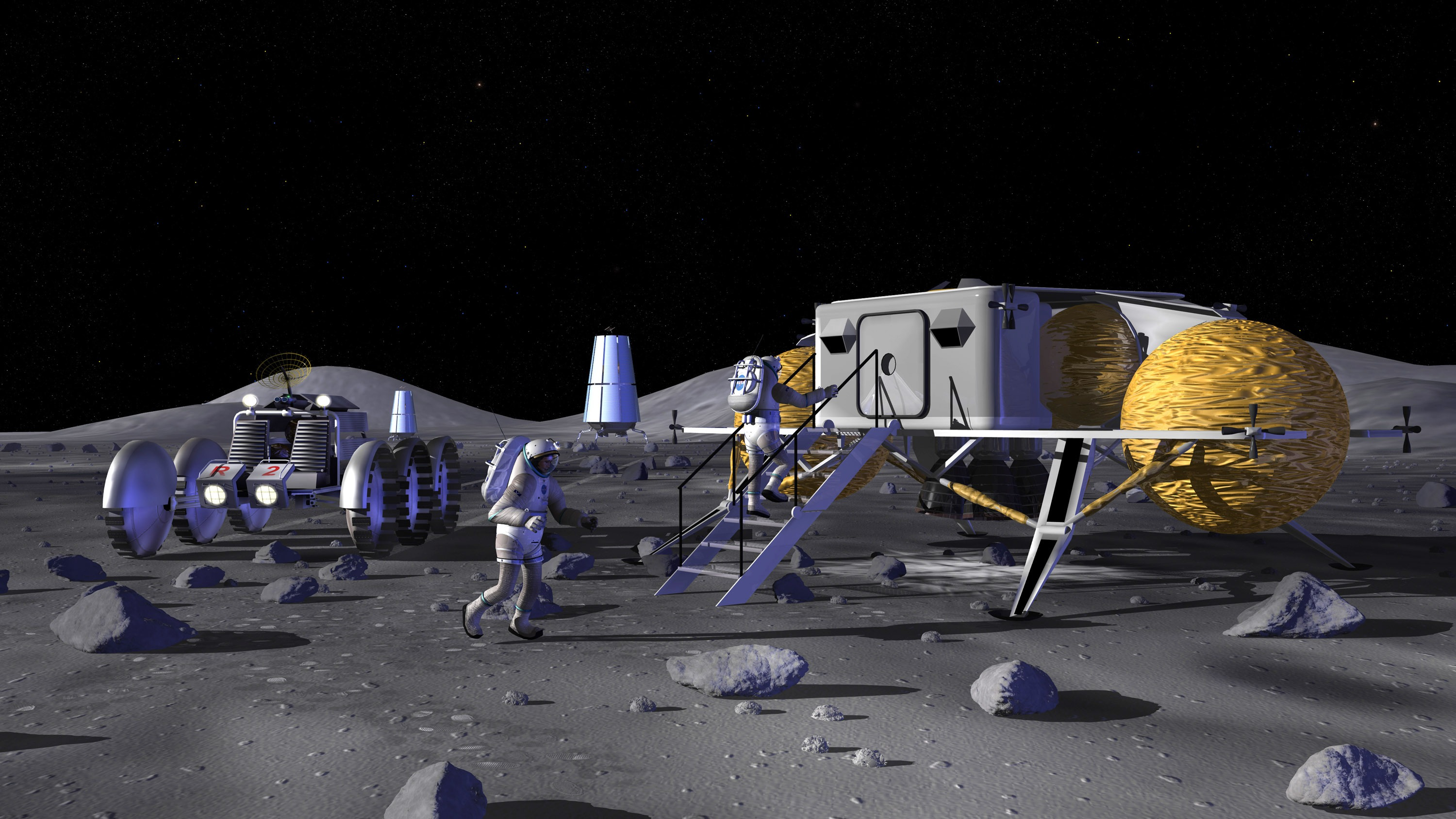
미국 NASA의 달기지 가상도

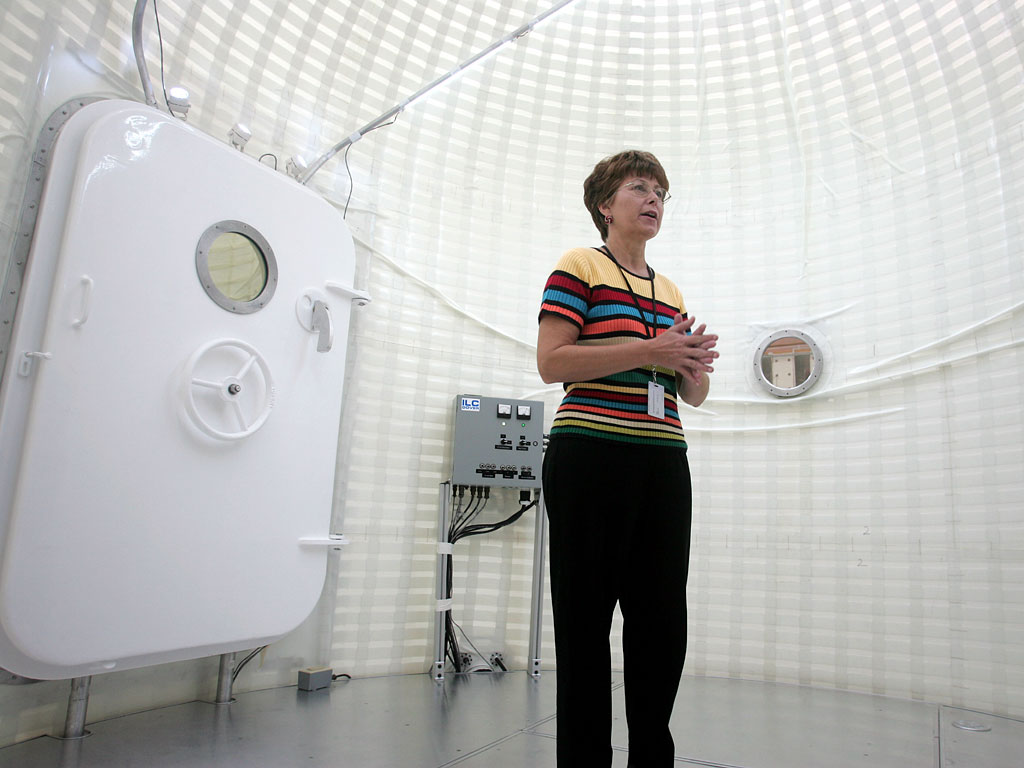
미국 NASA 달기지의 주거공간

달 식민지(月植民地, 영어: colonization of the Moon)는 달에 인간이 거주하도록 하는 우주 식민지 건설 계획이다. 우주 탐험을 지지하는 이들은, 인류가 지구를 넘어서기 위해서는 달 식민화가 필요하다고 한다.

## 자외선
달에는 대기가 없어서 태양의 자외선에 직접 노출이 된다. 그러나 콘크리트를 일정 두께 이상으로 만들면 자외선을 막을 수 있다. 달의 모래를 이용해 콘크리트를 만드는 연구는 여러 곳에서 진행 중이다.

## 얼음
달에는 풍부한 얼음이 있는 것으로 확인되었다. 달의 물 참조. 얼음은 식수와 산소로 이용될 수 있다.

## 식물공장
미국, 일본을 비롯한 선진국들은 식물공장을 개발중이다. 현재 영하 40도 이하에서 거의 모든 작물과, 제한된 동물을 기를 수 있는 폐쇄된 식물공장의 개발이 완료되어 있다.

## 에너지

### 원자력 발전소
원전은 354시간이라는 달의 밤을 견딜 수 있게 도와준다. NASA에 따르면, 원전은 지구에서 8개 가정이 사용할 수 있는, 40KW의 전기를 생산한다. 주변의 충돌 등으로부터 보호하기 위해, 원전을 지하에 묻을 것이다.
방사성동위원소 열전기 발전기는 태양광 발전소가 고장났을 때를 대비한 백업용으로 사용될 수 있다. 마션 (영화)에서 주인공 마크 와트니(맷 데이먼)가 화성의 지하에 묻어서 사용하던 플루토늄 방사성동위원소 열전기 발전기를 차량에 탑재하여 난방용으로 사용하는 장면이 나온다.

### 연료전지
우주왕복선에 탑재된 연료전지는 408시간을 사용할 수 있다. 달의 밤은 354시간이다. 현재는 우주왕복선에 탑재된 연료전지 보다 기술이 매우 발전했다.

## 한국
2013년 1월 30일 한국항공우주연구원은 나로호 발사 성공으로 인해 당초 계획한 2021년에서 2020년으로 1년을 앞당겨 KSLV-II호를 개발해 1.5톤급 실용위성을 우주에 올리고 또 2020년에 달궤도선과 달착륙선을 달탐사로 보낸다는 계획을 세우고 있다.
한국건설기술연구원은 월면토를 재료로 벽돌과 건축자재를 만드는 원천기술도 확보했다. 자재 1 kg을 달로 보내는데 최소 3백에서 6백만 원이 들기 때문에, 달에 있는 흙, 즉 월면토를 건축 자재로 써보자는 대안이 제시되고 있다.

## 미국
2004년 부시 대통령은 달을 우주탐사의 전진기지로 활용하기 위해 2020년까지 유인기지를 건설할 계획이라고 밝혔다.

## 일본
일본 JAXA는 2025년까지 달에 유인기지를 건설할 계획이다. 2016년 달에 로봇을 착륙시켜 달 표면의 물질을 지구로 가져오고, 2025년 이전에 달 유인 과학기지 건설에 착수하여 2030년까지 건설할 계획이라고 발표했다. 2007년 9월 14일, 일본 JAXA는 최초의 달탐사선 가구야를 발사했다.

## 중국
2005년 4월 4일 CNSA 국장은 "인류의 달 정복 과정은 1단계 탐사, 2단계 상륙, 3단계 주둔의 3단계로 나뉜다"면서 "중국 달 탐사의 제1단계 목표는 2007년 이전에 달 선회위성을 발사하는 것"이라고 밝혔다. 중국 달탐사공정 계획에 의하면 달탐사공정은 3단계로 나눈다. 1기 공정은 "도는 것", 2기 공정은 "착륙하는 것" 2017년에 진행될 3기 공정은 "돌아오는 것"이다.
2007년 10월 24일, CNSA는 중국 최초의 달탐사선 창어 1호를 발사했다. 일본 보다 1개월 늦었고, 인도 보다는 1년 앞섰다. 이로써 1단계 탐사가 종료되었다.
2009년 6월 10일, 중국 과학원은 2030년 전후에 유인 달탐사를 실현하고 달에 기지를 건설하는 등의 목표를 설정한 우주과학기술 로드맵을 발표했다. 2050년에는 달기지에서 화성으로 유인우주선을 발사할 계획이다.
2010년 CNSA는 창어 2호를 발사할 계획이다. "2단계 착륙"의 시작이다. 창어 2호는 1호의 예비품을 개조한 것으로서, 2012년 달착륙을 목적으로 하는 창어 3호의 중간 단계라고 할 수 있다. 2018년에 3단계 귀환을 완성할 계획이다.
2018년 12월 8일 CNSA는 중국 4번째 달 탐사선 창어 4호를 발사했다. 이번 창어 4호는 달의 뒷면에 도착할 예정이다.

## 같이 보기
- 식물공장
- 달 탐사